# Boxhi
Boxhi är en ort i Mexiko.   Den ligger i kommunen Tecozautla och delstaten Hidalgo, i den sydöstra delen av landet, 130 km norr om huvudstaden Mexico City. Boxhi ligger 1 693 meter över havet och antalet invånare är 120.
Terrängen runt Boxhi är huvudsakligen kuperad, men västerut är den platt. Runt Boxhi är det ganska tätbefolkat, med 72 invånare per kvadratkilometer. Närmaste större samhälle är Huichapan, 18,6 km söder om Boxhi. I omgivningarna runt Boxhi växer huvudsakligen savannskog.